# Carl Moltke (officer)
 Der er flere personer med dette navn, se Carl Moltke (flertydig).
Carl Christian Frederik Moltke (25. februar 1867 i Sæby  – 5. juli 1955) var en dansk officer.
Han var søn af kammerherre, amtmand Adam Frederik Moltke og hustru f. von Rosen, blev sekondløjtnant i Fodfolket 1888, premierløjtnant samme år, kaptajn 1903, kontorchef i Krigsministeriet 1908, oberstløjtnant og chef for Krigsministeriets 1. departement 1912. Han blev oberst og chef for 8. regiment 1918 og chef for Sønderjysk Kommando 1920. 1922 blev han generalmajor og chef for 1. jyske division året efter. 1929 tog han sin afsked. 
Han var Kommandør af 1. grad af Dannebrogordenen og Dannebrogsmand.
Moltke blev gift 3. juli 1896 med Ellen f. Müller, datter af oberst Christian Müller og Sofie f. Schwartz.